# Campeonato Paraguaio de Futebol de 1990
O Campeonato Paraguaio de Futebol de 1990 foi o octagésimo torneio desta competição. Participaram doze equipes. o General Caballero Sport Club foi rebaixado.  O campeão do torneio representaria o Paraguai na Copa Libertadores da América de 1991. A segunda vaga para o torneio internacional era dada ao vencedor do jogo entre o vice campeão e o campeão do Torneo República de 1990.
| Equipe                    | Cidade              | Departamento     | No ano anterior                                                      | Estádio | Capacidade | Títulos                                                 | Participações |
| ------------------------- | ------------------- | ---------------- | -------------------------------------------------------------------- | ------- | ---------- | ------------------------------------------------------- | ------------- |
| Club Cerro Porteño        | Assunção            | Distrito Capital | Terceiro Lugar                                                       | --      | --         | 20 (último em 1987)                                     | 74            |
| Club Guaraní              | Assunção            | Distrito Capital | Vice Campeão                                                         | --      | --         | 9 (1906,1907, 1921, 1923, 1949, 1964, 1967, 1969, 1984) | 79            |
| Club Olimpia              | Assunção            | Distrito Capital | Campeão                                                              | --      | --         | 33 (último em 1989)                                     | 80            |
| Club Libertad             | Assunção            | Distrito Capital | Sexto Lugar                                                          | --      | --         | 7 (1910, 1920, 1930,1943, 1945, 1955, 1976 )            | 76            |
| Club Sportivo Luqueño     | Luque               | Central          | Quinto Lugar                                                         | --      | --         | 2 (1951,1953)                                           | 56            |
| Sol de América            | Assunção            | Distrito Capital | Sétimo Lugar                                                         | --      | --         | 1 (1986)                                                | 74            |
| Club Atlético Colegiales  | Assunção            | Distrito Capital | Quarto Lugar                                                         | --      | --         | 0 (não possui)                                          | 8             |
| Club Sport Colombia       | Fernando de la Mora | Central          | Décimo Primeiro Lugar                                                | --      | --         | 0 (não possui)                                          | 6             |
| Club Sportivo San Lorenzo | San Lorenzo         | Central          | Nono Lugar                                                           | --      | --         | 0 (não possui)                                          | 19            |
| Club River Plate          | Assunção            | Distrito Capital | Oitavo Lugar                                                         | --      | --         | 0 (não possui)                                          | 72            |
| Club Atlético Tembetary   | Ypané               | Central          | Décimo Lugar                                                         | --      | --         | 0 (não possui)                                          | 14            |
| Club Nacional             | Assunção            | Distrito Capital | Campeão do Campeonato Paraguaio de Futebol de 1989 - Segunda Divisão | --      | --         | 6 (1909, 1911, 1924, 1926, 1942, 1946)                  | 78            |

## Premiação
| Campeonato Paraguaio 1990 Primeira Divisão |
| Assunção                                   |
| ------------------------------------------ |
| Club Cerro Porteño Campeão (21º título)    |

## Classificação para a segunda vaga a Copa Libertadores
| Equipe                   | Cidade   | Departamento     | No ano anterior                      | Estádio | Capacidade | Títulos        | Participações |
| ------------------------ | -------- | ---------------- | ------------------------------------ | ------- | ---------- | -------------- | ------------- |
| Club Atlético Colegiales | Assunção | Distrito Capital | Campeão do Torneo República de 1990  | --      | --         | 0 (não possui) | 1             |
| Club Sportivo Luqueño    | Luque    | Central          | Vice Campeão do Campeonato Paraguaio | --      | --         | 0 (não possui) | 1             |

| Acesso a Segunda Vaga Copa Libertadores da América de 1991 |
| Assunção                                                   |
| ---------------------------------------------------------- |
| Club Atlético Colegiales Campeão (1º título)               |